# 来嶋真也
来嶋 真也（きじま しんや、1972年11月17日 - ）は、日本の元レーシングドライバー。
京都府出身。

## 経歴
20歳からレーシングカートを始める。1996年のFJ1600西日本シリーズ開幕戦でポールポジションを獲得したことをきっかけにナウ・モータースポーツの抜擢を受け、同年のフォーミュラ・トヨタ西日本シリーズに参戦、シリーズタイトルを獲得した。
翌1997年には同じくナウ・モータースポーツより全日本F3選手権に参戦。

## レース戦績
- 1996年 - フォーミュラ・トヨタ 西日本シリーズ（#32 ダイイチ・広島トヨタFT／FT20）（シリーズチャンピオン）
- 1997年 - 全日本F3選手権＜Rd.1～6＞（NOW MOTOR SPORTS #33 5ZIGEN・DALLARA／ダラーラF395・トヨタトムス3S-GE）（シリーズ13位）